# 覓奇火箭
覓奇火箭，是日本純種競賽馬匹。生涯活躍於中距離賽事，曾勝出2018年寶塚紀念。

## 出賽前
2013年3月3日出生於北海道安平町北部牧場，成長途中於拍賣會中被馬主野田美月以9936萬日圓購入，其後交由栗東訓練中心練馬師音無秀孝訓練。

## 競賽生涯

### 2歲
2015年2月2日出戰阪神競馬場2歲新馬戰，於其中敗於Roi Absolu取得第二。

### 3歲
2016年以3歲未勝利戰起動，於其中以先頭戰術輕鬆於直路衝出，以3/4馬位取得首勝。
1月30日及2月21日分別出戰兩場條件戰梅花賞及山茶花賞，於其中取得二連亞。
其後開始經典三冠戰線的征程，然而其先於春季錦標僅獲第五後，再於皋月賞以第十三大敗。
完成皋月賞後進入短暫放草，於夏季重返條件戰累積獎金，成功取得兩冠一亞的優秀戰績。
9月25日出戰神戶新聞盃，比賽初段其選擇於中團靠後位置醉酒進入直路後隨即加速展開衝刺，最終不斷超越前方賽駒下僅以頸位差距敗於里見光鑽取得第二。
10月23日出戰菊花賞，於其中再度採取居中戰術，然而本次比賽其未能順利衝出，最終僅以第五完賽。

### 4歲
2017年以日經新春盃作爲年度首戰，賽前獲得第一人氣。比賽開始後，其以較爲積極的策略搶佔先頭位置，於約莫第四的位置推進。通過第四彎道後，其成功發力超越嘗試繼續領放的山勝雷神取得領先，及後繼續保持速度下亦可抵擋意式甜釀的追擊，最終以鼻位優勢取得首個分級賽冠軍。

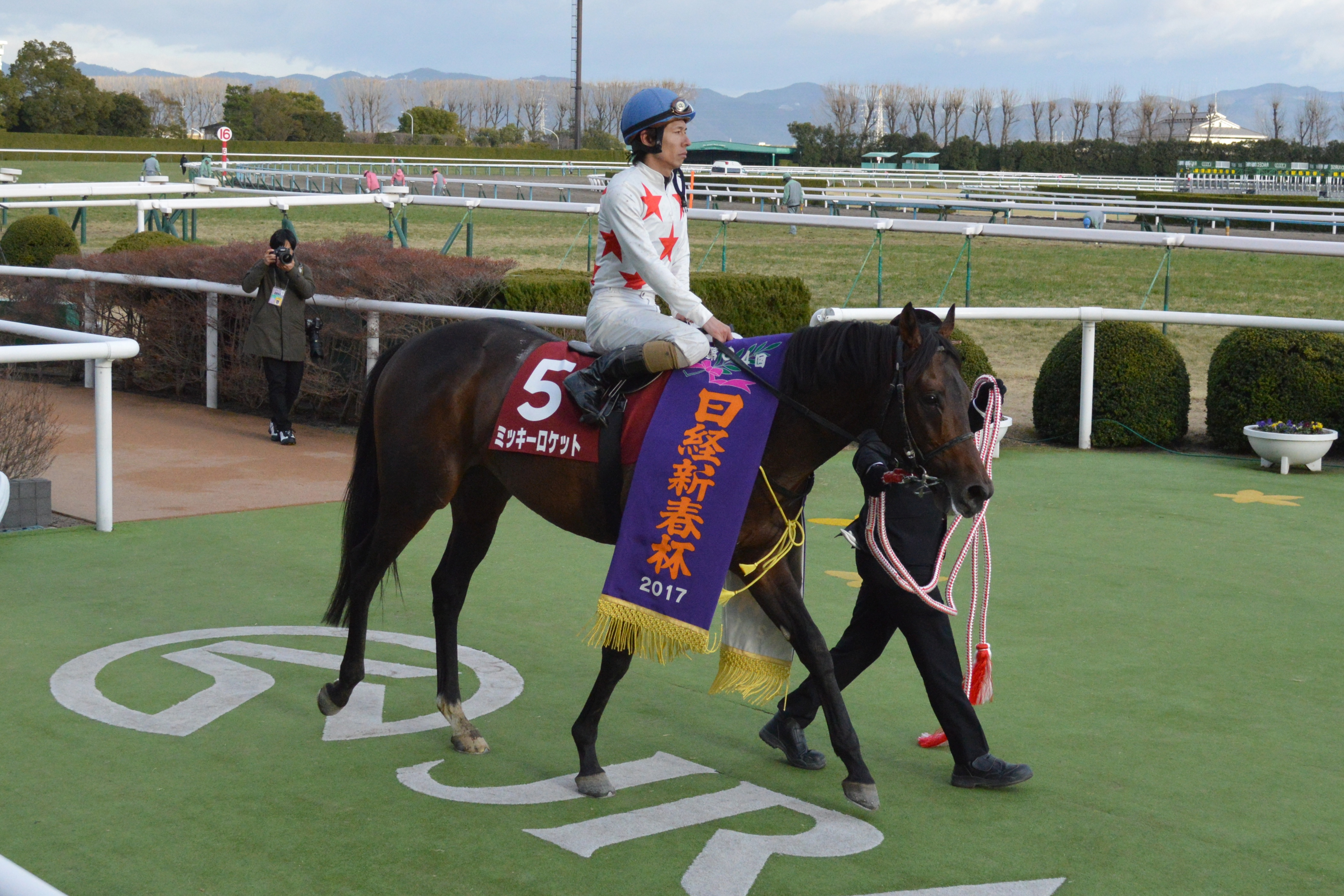
日經新春盃頒獎儀式

然而其後未能保持此勢頭，出戰衆多分級賽均未能獲勝，最佳戰績爲於年末的中日新聞盃取得亞軍。

### 5歲
進入2018年，其於春季初出戰日經新春盃、京都紀念及春季天皇賞，於其中分別取得第四、第七及第四。
6月24日出戰寶塚紀念，由於其戰績較爲飄拂且本次比賽出戰賽駒包含2016年菊花賞及有馬紀念冠軍里見光鑽、上年度菊花賞馬神業及上年度杜拜草地大賽冠軍強擊等強敵，因而其僅獲得第七人氣。比賽開始後，覓奇火箭於中團位置追走，並於比賽途中不斷加速爬升，於第四彎道時候經已處於內欄第二的位置。進入直路後，其於內欄位置不斷加速下於中段透出，及後繼續保持速度下成功抵擋香港代表明月千里於外檔的強襲，最終以爆冷姿態取得首個分級賽冠軍，亦爲騎師和田龍二帶來自2001年策騎好歌劇奪得春季天皇賞後暌違17年的一級賽勝利。

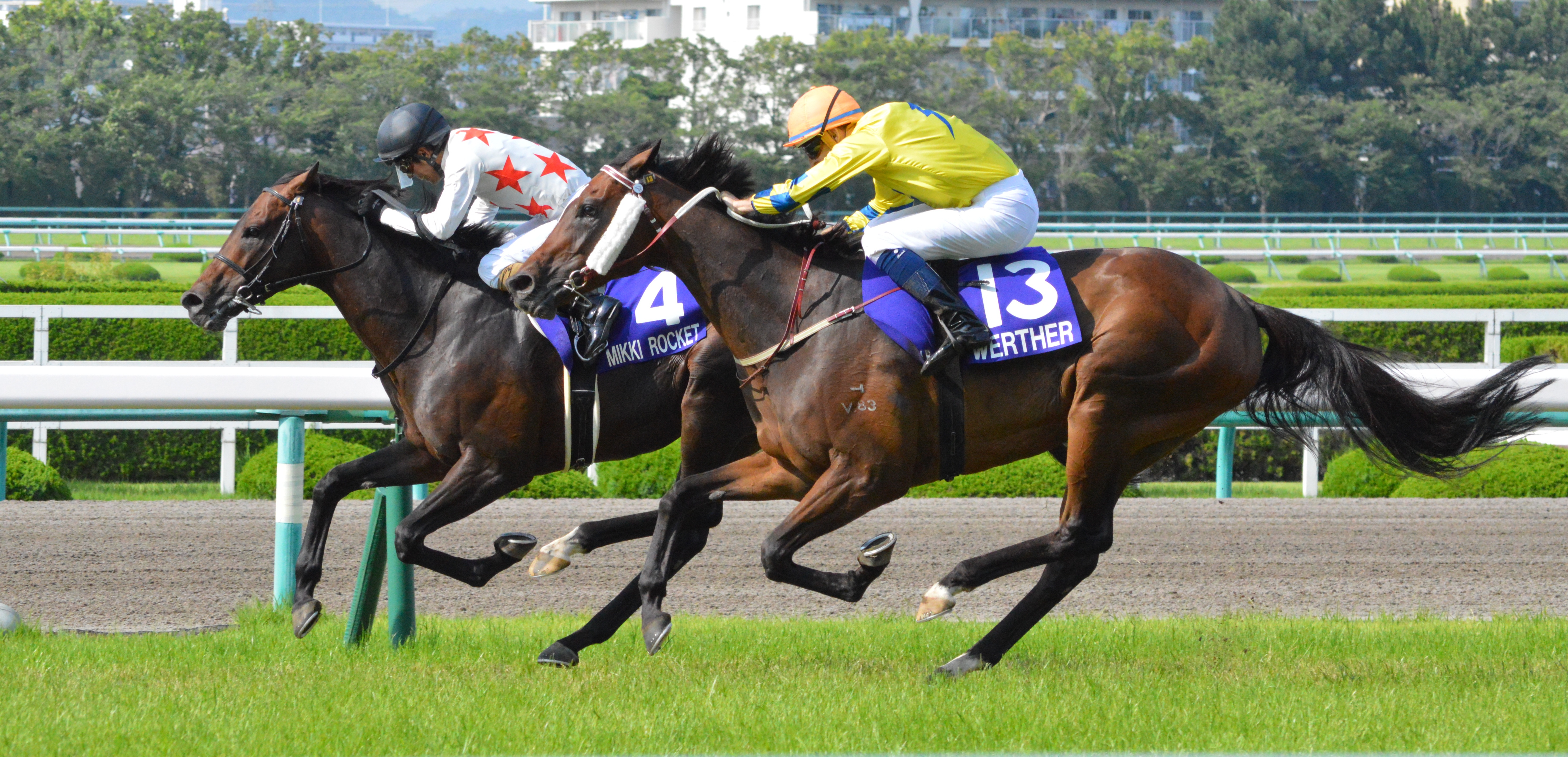
出戰寶塚紀念的覓奇火箭

進入秋季後其僅出戰秋季天皇賞及有馬紀念，雖然表現下滑之下未能掄元，但仍然可以跑出第四及第五的入板戰績。
完成有馬紀念後，陣營原定計劃來年仍讓覓奇火箭然現役，但於其腳部有不安跡象下最終決定安排其退役，並於2019年1月24日取消日本中央競馬會的賽馬註冊。

### 詳細賽績
| 日期       | 舉辦國家 | 馬場 | 距離   | 級別 | 賽事名稱             | 負重 | 騎師     | 馬號 | 出馬 | 名次 | 時間   | 頭馬（二馬）     |
| ---------- | -------- | ---- | ------ | ---- | -------------------- | ---- | -------- | ---- | ---- | ---- | ------ | ---------------- |
| 12/12/2015 | 日本     | 阪神 | 草1800 |      | 2歲新馬              | 55   | 濱中俊   | 14   | 14   | 2    | 1:50.6 | Roi Absolu       |
| 11/1/2016  | 日本     | 京都 | 草1800 |      | 3歲未勝利            | 56   | 松若風馬 | 6    | 16   | 1    | 1:48.9 | （Stay Kingdom） |
| 30/1/2016  | 日本     | 京都 | 草2400 |      | 梅花賞               | 56   | 松若風馬 | 8    | 11   | 2    | 2:30.3 | Admire Daio      |
| 21/2/2016  | 日本     | 京都 | 草1800 |      | 山茶花賞             | 56   | 松若風馬 | 3    | 9    | 2    | 1:52.6 | Namura Shingun   |
| 20/3/2016  | 日本     | 中山 | 草1800 | GII  | 春季錦標             | 56   | 李慕華   | 7    | 11   | 5    | 1:48.4 | 洛森山           |
| 17/4/2016  | 日本     | 中山 | 草2000 | GI   | 皋月賞               | 57   | 横山典弘 | 8    | 18   | 13   | 2:00.0 | 氣概凜然         |
| 10/7/2016  | 日本     | 函館 | 草2000 |      | 3歲以上500萬獎金以下 | 54   | 池添謙一 | 5    | 11   | 1    | 2:00.8 | （Longs Peak）   |
| 24/7/2016  | 日本     | 函館 | 草2000 |      | 松前特別             | 54   | 池添謙一 | 11   | 13   | 2    | 1:59.9 | Carvalho         |
| 14/8/2016  | 日本     | 札幌 | 草2000 |      | HTB賞                | 54   | 池添謙一 | 8    | 13   | 1    | 2:02.4 | Forward Cafe     |
| 25/9/2016  | 日本     | 阪神 | 草2400 | GII  | 神戶新聞盃           | 56   | 和田龍二 | 15   | 15   | 2    | 2:25.7 | 里見光鑽         |
| 23/10/2016 | 日本     | 京都 | 草3000 | GI   | 菊花賞               | 57   | 和田龍二 | 8    | 18   | 5    | 3:04.0 | 里見光鑽         |
| 17/1/2017  | 日本     | 京都 | 草2400 | GII  | 日經新春盃           | 55   | 和田龍二 | 5    | 14   | 1    | 2:25.7 | （意式甜釀）     |
| 12/2/2017  | 日本     | 京都 | 草2200 | GII  | 京都紀念             | 56   | 和田龍二 | 9    | 10   | 4    | 2:14.4 | 里見皇冠         |
| 2/4/2017   | 日本     | 阪神 | 草2000 | GI   | 大阪盃               | 57   | 和田龍二 | 1    | 14   | 7    | 1:59.4 | 北部玄駒         |
| 25/6/2017  | 日本     | 阪神 | 草2200 | GI   | 寶塚紀念             | 58   | 和田龍二 | 1    | 11   | 6    | 2:12.3 | 里見皇冠         |
| 9/10/2017  | 日本     | 京都 | 草2400 | GII  | 京都大賞典           | 57   | 和田龍二 | 5    | 15   | 4    | 2:23.3 | 醒目層次         |
| 29/10/2017 | 日本     | 東京 | 草2000 | GI   | 秋季天皇賞           | 58   | 和田龍二 | 10   | 18   | 12   | 2:10.9 | 北部玄駒         |
| 9/12/2017  | 日本     | 中京 | 草2000 | GIII | 中日新聞盃           | 57.5 | 和田龍二 | 10   | 18   | 2    | 1:59.5 | Maitres d'Art    |
| 14/1/2018  | 日本     | 京都 | 草2400 | GII  | 日經新春盃           | 57.5 | 和田龍二 | 8    | 12   | 4    | 2:27.2 | 守諾言           |
| 11/2/2018  | 日本     | 京都 | 草2200 | GII  | 京都紀念             | 56   | 松若風馬 | 9    | 10   | 7    | 2:17.4 | 關鍵一擊         |
| 29/2/2018  | 日本     | 京都 | 草3200 | GI   | 春季天皇賞           | 58   | 和田龍二 | 1    | 17   | 4    | 2:16.4 | 七色線           |
| 24/6/2018  | 日本     | 阪神 | 草2200 | GI   | 寶塚紀念             | 58   | 和田龍二 | 4    | 16   | 1    | 2:11.6 | （明月千里）     |
| 28/10/2018 | 日本     | 東京 | 草2000 | GI   | 秋季天皇賞           | 58   | 和田龍二 | 11   | 12   | 5    | 1:57.2 | 金之霸           |
| 23/12/2018 | 日本     | 中山 | 草2500 | GI   | 有馬紀念             | 57   | 莫艾誠   | 11   | 16   | 4    | 2:32.7 | 防爆裝束         |

## 退役後
退役後，覓奇火箭成爲了配種馬，於北海道新冠町優駿Stallion Station休養，在2019年進行配種，首批子嗣於2020年出生。首批子嗣可於2022年出賽，6月5日經已有中央的子嗣於新馬戰取勝。2024年1月13日，覓奇瑰麗在愛知盃取得勝利，成為首匹勝出分級賽的子嗣。

### 主要子嗣

#### 分級賽優勝子嗣
2020年生
- 覓奇瑰麗（愛知盃）

## 血統簡介
父系夏威夷王爲日本賽駒，生涯戰績極爲優秀，僅得一戰未能獲勝，曾勝出一級賽NHK一哩賽及東京優駿（日本打吡），爲日本史上首匹贏得變則二冠的賽駒。祖父金滿寶爲美國生產的法國賽駒，曾三勝一級賽，亦爲近代著名種馬之一。
母系Moneycantbuymelove爲愛爾蘭生產的英國賽駒，生涯戰績不俗，曾勝出兩項表列賽，亦於一級賽蘭秀錦標跑獲季軍。外祖父Pivotal爲英國賽駒，生涯戰績優秀，曾勝出一級賽楠索普錦標。

### 血統表
| 父線：金滿寶系（淘金者系）                                 |                          |                  |                 |
| 種馬 夏威夷王 2001年（棗色）                               | 金滿寶 1990年（棗色）    | 淘金者           | Raise a Native  |
| 種馬 夏威夷王 2001年（棗色）                               | 金滿寶 1990年（棗色）    | 淘金者           | Gold Digger     |
| 種馬 夏威夷王 2001年（棗色）                               | 金滿寶 1990年（棗色）    | Miesque          | 雷利耶夫        |
| 種馬 夏威夷王 2001年（棗色）                               | 金滿寶 1990年（棗色）    | Miesque          | Pasadoble       |
| 種馬 夏威夷王 2001年（棗色）                               | Manfath 1991年（深棗色） | 最後大官         | Try My Best     |
| 種馬 夏威夷王 2001年（棗色）                               | Manfath 1991年（深棗色） | 最後大官         | Mill Princess   |
| 種馬 夏威夷王 2001年（棗色）                               | Manfath 1991年（深棗色） | Pilot Bird       | Blakeney        |
| 種馬 夏威夷王 2001年（棗色）                               | Manfath 1991年（深棗色） | Pilot Bird       | The Dancer      |
| 繁殖雌馬 Moneycantbuymelove 2006年（棗色）                 | Pivotal 1993年（栗色）   | Polar Falcon     | 雷利耶夫        |
| 繁殖雌馬 Moneycantbuymelove 2006年（棗色）                 | Pivotal 1993年（栗色）   | Polar Falcon     | Marie d'Argonne |
| 繁殖雌馬 Moneycantbuymelove 2006年（棗色）                 | Pivotal 1993年（栗色）   | Fearless Revival | 高善            |
| 繁殖雌馬 Moneycantbuymelove 2006年（棗色）                 | Pivotal 1993年（栗色）   | Fearless Revival | Stufida         |
| 繁殖雌馬 Moneycantbuymelove 2006年（棗色）                 | Sabreon 1997年（棗色）   | Caerleon         | 尼真斯基        |
| 繁殖雌馬 Moneycantbuymelove 2006年（棗色）                 | Sabreon 1997年（棗色）   | Caerleon         | Foreseer        |
| 繁殖雌馬 Moneycantbuymelove 2006年（棗色）                 | Sabreon 1997年（棗色）   | Sabria           | Miswaki         |
| 繁殖雌馬 Moneycantbuymelove 2006年（棗色）                 | Sabreon 1997年（棗色）   | Sabria           | Flood           |
| 雌系：Margarethen（號族：4-n）                             |                          |                  |                 |
| 五代內近親交配：淘金者 3×5、雷利耶夫 4×4、北地舞人 5×5×5×5 |                          |                  |                 |

## 命名由來
名字中，Mikki（ミッキー）是馬主野田美月的冠名，出自其名字「美月」（ミズキ）之首尾音加上促音及長音而成，香港取音譯翻譯為「覓奇」，Rocket（ミッキーロケット）即是「火箭」。

## 外部連結
- 覓奇火箭 netkeiba.com （页面存档备份，存于）
- 血統表 （页面存档备份，存于）